# Бладшот (филм)
Бладшот (енгл. Bloodshot) је амерички суперхеројски научнофантастични филм из 2020. године у режији Дејвида С.Ф. Вилсона. Сценарио потписују Џеф Вадлоу и Ерик Хајсерер из приче Вадлоуа, а на основу стрипа Бладшот аутора Кевина Ванхука, Дона Перлина и Боба Лајтона издатог 1992. године, док су продуценти филма Нил Мориц, Тоби Џаф, Динеш Шамдазани и Вин Дизел. Музику је компоновао Стив Јаблонски.
Насловну улогу тумачи Вин Дизел као Реј Герисон (Бладшот), док су у осталим улогама Еиза Гонзалес, Сем Хјуен, Тоби Кебел и Гај Пирс. Светска премијера филма је била одржана 13. марта 2020. у Сједињеним Америчким Државама.
Буџет филма је износио 45 000 000 долара.

## Радња
Филм Бладшот прати Реја Герисона (Вин Дизел), погинулог војника ког је корпорација за производњу оружја Rising Spirit Technologies, уз помоћ посебне нанотехнологије, успела да врати из мртвих. Са армијом нанотехнологије у својим венама он постаје незаустављива сила, јачи него икада и поседује могућност самоизлечења. Нове способности, међутим, имају своју цену...

## Улоге
| Глумац        | Улога                 |
| ------------- | --------------------- |
| Вин Дизел     | Реј Герисон / Бладшот |
| Еиза Гонзалес | Кети                  |
| Сем Хјуен     | Џими Далтон           |
| Тоби Кебел    | Мартин Акс            |
| Гај Пирс      | др Емил Хартинг       |